# Berthel Laersen
Berthel Laersen (* 1722 in Kopenhagen; † 10. Dezember 1782 in Kangaamiut) war ein dänischer Missionar.

## Leben

### Herkunft und Kindheit
Über Berthel Laersens Herkunft ist wenig bekannt. Sein Vater war Drechsler und starb jung. Er wuchs deswegen in einem Waisenhaus auf, wo er pietistisch erzogen wurde. Die Waisenhausleitung machte Hans Egede, der eine Wohnung im Waisenhaus erhalten hatte, auf den Jungen aufmerksam und gemeinsam mit dem Waisenhauskind Jens Pedersen Mørk wurde Berthel zum Katecheten ausgebildet, um bei der Missionierung Grönlands helfen zu können.

### Zeit in Nuuk
Er wurde 1739 nach Nuuk geschickt, während Jens Pedersen Mørk nach Qasigiannguit kam. Im ersten Jahr wurde er von Niels Egede in der grönländischen Sprache unterrichtet wurde. Er war sehr sprachbegabt und es hieß, dass die Grönländer ihn als einzigen verstanden, wenn er mit ihnen Grönländisch sprach. Zu diesem Zeitpunkt war Christian Drachardt Missionar in der Kolonie Godthaab in Nuuk. Dieser stand der Mission der Herrnhuter Brüdergemeine in Neu-Herrnhut sehr nahe und so wurde auch Berthel Laersen von diesen beeinflusst. Schließlich heiratete er 1744 die Grönländerin Susanna (um 1728–1779), die ebenfalls den Herrnhutern angehörte, aber von Drachardt getauft worden war. Berthel Laersen zog schließlich in ein grönländisches Haus bei Neu-Herrnhut, anstatt in der Kolonie zu wohnen. Ende der 1740er Jahre überlegte man die Kolonie Frederikshaab in Paamiut aufzugeben, die Mission aber weiterbestehen zu lassen, und Berthel Laersen dort anzustellen. Die Pläne wurden aber verworfen. Obwohl er für seine Arbeit angesehen wurde, erhielt er nur 10 Rigsdaler im Jahr und lebte deswegen in Armut. Erst 1750 wurde sein Jahreslohn auf 40 Rigsdaler erhöht. 1751 verließ Drachardt Grönland und Berthel Laersen verwaltete die Mission in der Kolonie bis im Folgejahr Rasmus Berthelsen Bruun sie übernahm. Dieser stellte fest, dass die Herrnhuter Praxissen auch in der dänischen Mission präsent waren, was Drachardts und Berthel Laersens Wirken geschuldet waren. In diesem Jahr wurde sein Lohn auf 50 Rigsdaler erhöht. Anfangs war das Verhältnis zwischen Berthel Laersen und Bruun schlecht, vermutlich weil Bruun der Herrnhuter Mission nichts abgewinnen konnte. Erst als das Missionskollegium Berthel Laersen zu mehr Loyalität aufforderte, fügte dieser sich und das Verhältnis verbesserte sich. Trotz einer Epidemie, der 1753 ein größerer Teil der Gemeinde zum Opfer fiel, wuchs diese in den folgenden Jahren stark an. Bruun versuchte Berthel Laersen Latein beizubringen, aber dieser hielt sich mit über 30 Jahren für zu alt zum Studieren. 1754 war das Verhältnis zwischen Bruun und seinem Helfer schon so gut, dass der Missionar sein Veto einlegte, als Kaufmann Lars Dalager vorschlug, Berthel Laersen dorthin zu versetzen.

### Zeit in Kangaamiut
1757 wurde er zum Bedauern Bruuns in die kürzlich gegründete Kolonie Sukkertoppen in Kangaamiut versetzt, wo er auf seinen Freund Anders Olsen traf, der Assistent in der Kolonie Godthaab gewesen war. Berthel Laersen galt als guter Prediger, sodass er – wenngleich nur Katechet – für die Kolonisten in der Kolonie predigen durfte. Die Zahl der Heiden ging unter Berthel Laersen rasch zurück, allerdings durfte er diese nicht selbst taufen, sondern musste auf den Besuch des Missionars aus Nuuk warten, der jedoch maximal einmal pro Jahr vorbeikam. Er kritisierte mehrfach, dass es bei ihm keinen Missionar gab und verlangte die Versetzung eines solchen dorthin. Schließlich schlug das Missionskollegium vor, einen Missionar nach Kangaamiut zu senden, aber auch Berthel Laersen zu ordinieren, was dieser aus Bescheidenheit ablehnte. Schlussendlich stimmte er doch zu und wurde am 16. März 1764 zum Missionar von Sukkertoppen ernannt und im Juni desselben Jahres ordiniert.
Gemeinsam mit seinen Söhnen führte er die Mission in Kangaamiut weiter. Das Verhältnis zwischen Mission und Handel in der Kolonie war schlecht. Kurz nach seiner Ordination wollte ein Handelsangestellter eine Grönländerin heiraten, aber der Missionar weigerte sich wegen des schlechten Charakters des Dänen. Dieser überfiel den Missionar daraufhin, wofür er vom Kaufmann des Landes verwiesen wurde. Wegen des schlechten Verhältnisses bat Berthel Laersen das Missionskollegium darum, die Mission aus Kangaamiut wegzuversetzen, was aber abgelehnt wurde. Die Bevölkerung in Kangaamiut wuchs so stark an, dass es schließlich schwer wurde, alle zu ernähren. Auch der Handel drängte darauf, die Bevölkerung gleichmäßiger im Kolonialdistrikt zu verteilen, um die Jagdgebiete besser ausnutzen zu können. Dies lehnte das Missionskollegium ebenfalls ab, da man so viele Katecheten nicht hätte bezahlen können. Berthel Laersen ließ aber seine Söhne an verschiedenen Orten außerhalb der Kolonie arbeiten, auch wenn sie dafür nur einen kümmerlichen Lohn erhielten.
1768 wollte Niels Egede Berthel Laersen als Missionar in der Kolonie Egedesminde in Aasiaat anstellen, wo bisher noch keine Mission existierte. Berthel Laersen wollte Kangaamiut aber nicht verlassen und das Missionskollegium knickte ein und ließ ihn dort verbleiben. Obwohl er angesehen war, hatte er seine Anerkennung für die Herrnhuter Brüdergemeine auch in Kangaamiut nicht verloren und Poul Egede klagte, dass er deren Kirchenlieder singen ließ und dass sein Söhne bei einem Besuch in Nuuk dem Herrnhuter Gottesdienst beigewohnt hatten statt dem dänischen. 1775 lobte Propst Egill Þórhallason Berthel Laersen für den hervorragenden Zustand der Mission in der Kolonie Sukkertoppen, die voller begabter Schulkinder war.
Berthel Laersen war sprachlich so begabt, dass große Teil des Neuen Testaments übersetzte, Kirchenlieder dichtete und auf Bitten des Missionskollegiums die grönländische Grammatik und das Wörterbuch verbesserte. Er half auch David Cranz beim Verfassen von dessen Historie von Grönland. Berthel Laersen war auch botanisch interessiert und sammelte Pflanzen.

### Letzte Lebensjahre und Tod
1779 starb seine Frau Susanna. 1781 wurde die Kolonie ans heutige Maniitsoq versetzt, aber Berthel blieb mit seiner Familie in Kangaamiut wohnen. Nur ein Jahr später starb er im Alter von 60 Jahren. Die Bevölkerung glaubte, dass die Grönländerin Karitas ihn mit Hexerei ermordet hatte, indem sie ein Stück seines auf der Wäscheleine hängenden Nachthemds abgeschnitten hatte. Karitas wurde daraufhin von den anderen Grönländern ausgepeitscht und stürzte sich schließlich von einer Klippe ins Meer, um weiteren Misshandlungen zu entgehen. Sein Tod und die Versetzung der Kolonie werden als Mitauslöser für das Aufkommen der Habakuk-Bewegung ab 1787 gesehen.

### Nachkommen
Aus seiner Ehe mit Susanna hatte Berthel Laersen (mindestens) fünf Kinder:
- Joseph Berthelsen (1745–1800), wurde Oberkatechet in Sisimiut
- Marie Elisabeth Berthelsdatter (1747–1779), heiratete Kolonialverwalter Hans Rasmussen Storm (1734–1781)
- Frederik Berthelsen (1750–1828), wurde 1815 kriegsbedingt notgedrungen der erste grönländischstämmige Missionar
- Kirsten Berthelsdatter (1756–1791), heiratete den Oberassistenten Jens Nicolaj Bidstrup
- Jacob Berthelsen (1759–1811), wurde Katechet in Nuuk, Paamiut, Qaqortoq und Sisimiut

Über seine drei Söhne ist Berthel Laersen Stammvater der bedeutenden grönländischen Familie Berthelsen.